# Roxana Popescu
Roxana Ileana Popescu (n. 14 februarie 1957, București – d. 1 iunie 2018, București) a fost o scriitoare și interpretă română. S-a făcut remarcată datorită textelor pe care le-a scris marilor interpreți de muzică ușoară și a colaborării pe parcursul a mai multor ani cu majoritatea dintre ei.